# کارکردهای آشکار و پنهان و کژکارکردها
کارکردهای آشکار و پنهان و کژکارکردها (به انگلیسی: Manifest and latent functions and dysfunctions) «کارکردهای آشکار و پنهان» مفاهیم علمی اجتماعی هستند که توسط انسان‌شناس، برونیسلاو مالینوفسکی (۷ آوریل ۱۸۸۴–۱۶ مه ۱۹۴۲) در سال ۱۹۲۳ هنگام مطالعه جزیرهٔ تروبیان در غرب اقیانوس آرام وضع شد. بعدها توسط رابرت کی. مرتن (۴ ژوئیه ۱۹۱۰–۲۳ فوریه ۲۰۰۳) جامعه‌شناس آمریکایی برای جامعه‌شناسی اصلاح شد. به نظر می‌رسد مرتن علاقمند به تمرکز بر ابزارهای مفهومی مورد استفاده در تحلیل کارکردی است. هر نظامی در جامعه کارکرد خاصی دارد که به سایر نظام‌ها متکی و با آنها مرتبط است. وقتی این نظام‌ها کار می‌کنند، به ثبات اجتماعی می‌انجامد. نابسامانی در یک یا چند نظام منجر به بی‌ثباتی اجتماعی می‌شود. هم کارکرد و هم کژکارکرد می‌توانند پنهان یا آشکار باشند. کارکردها یا کژکارکردهای آشکار، عمدی و شناخته شده هستند در حالی که کارکردها یا کژکارکردهای پنهان ناخواسته هستند و / یا توسط بسیاری ناشناخته می‌مانند. مقادیر مثبت یا منفی به کارکردها یا کژکارکردها متصل نمی‌شوند. به عبارت دیگر، چیزهایی که اغلب توسط مردم به عنوان اشتباه یا مضر تلقی می‌شوند، می‌توانند به همان اندازه چیزهایی که معمولاً درست یا منصفانه تلقی می‌شوند، به ثبات اجتماعی منجر شوند.

## کارکردها
کارکردهای آشکار پیامدهایی هستند که مردم مشاهده یا انتظار دارند به صراحت توسط کنشگران در کنش مربوطه بیان و درک می‌شود. کارکرد آشکار رقص باران، که مرتن در سال ۱۹۵۷ در کتاب نظریه اجتماعی و ساختار اجتماعی به عنوان نمونه استفاده کرد، تولید باران است و این نتیجه مورد نظر افرادی است که در مراسم شرکت می‌کنند.
کارکرد پنهان آنهایی هستند که نه شناسایی شده‌اند و نه در نظر گرفته شده‌اند. کارکرد پنهان یک رفتار به صراحت توسط افراد درگیر بیان، شناسایی یا مورد نظر نیست و بنابراین، آنها توسط ناظران شناسایی می‌شوند.
در مثال مراسم باران، کارکرد پنهان تقویت هویت گروهی با فراهم کردن فرصتی منظم برای اعضای یک گروه اجتماعی برای ملاقات و مشارکت در یک فعالیت مشترک است.